# Thymophylla gypsophila
Thymophylla gypsophila là một loài thực vật có hoa trong họ Cúc. Loài này được (B.L.Turner) Strother miêu tả khoa học đầu tiên năm 1986.